# James Maxwell (Fußballspieler, 2001)
James Maxwell (* 9. Dezember 2001 in Crewe, England) ist ein schottischer Fußballspieler.

## Karriere

### Verein
Der im englischen Crewe geborene Maxwell, begann seine Karriere in seiner Jugend bei den schottischen Vereinen Ayr United und FC Falkirk. Im Juli 2019 kam Maxwell zu den Glasgow Rangers, für die er bis zum folgenden Jahr als Juniorenspieler aktiv war. Ab Oktober 2020 wurde der Außenverteidiger an den schottischen Zweitligisten Queen of the South verliehen. Nach drei Einsätzen in der Gruppenphase des Ligapokals, debütierte Maxwell am 17. Oktober 2020 in der zweiten Liga gegen Ayr United. Dabei sah er gegen seinen ehemaligen Jugendverein in der 66. Spielminute die Gelb-Rote Karte. Im November 2020 gelang ihm gegen den FC Arbroath sein erstes Tor bei einem 1:1-Unentschieden. Im folgenden Spiel traf er beim Sieg gegen Queen’s Park zum 3:1-Endstand am vorletzten Spieltag der Gruppenphase im Ligapokal. Bis zum Ende der Saison 2020/21 absolvierte er für den Verein aus Dumfries insgesamt 32 Pflichtspiele darunter 26 in der Liga und konnte fünf bzw. drei Tore erzielen. Ab Juli 2021 wurde Maxwell an seinen alten Jugendverein Ayr United verliehen. Ein Jahr später wechselte er nach England zu den Doncaster Rovers.

### Nationalmannschaft
James Maxwell spielte in den Jahren 2019 und 2020 in der schottischen U19-Nationalmannschaft. Er debütierte dabei im Oktober 2019 gegen Andorra.